# Geranium andicola
Geranium andicola là một loài thực vật có hoa trong họ Mỏ hạc. Loài này được Loes. mô tả khoa học đầu tiên năm 1903.